# Яковлев, Василий Евграфович
Василий Евграфович Яковлев (1839—1908) — русский учёный-зоолог. Написал ряд работ по полужесткокрылым русской фауны и промысловым животным.

## Биография
Родился 28 ноября 1839 года в Царицыне.
Начальное образование получил в Саратовской гимназии, затем обучался в Казанском университете.
В 1863 году окончил курс со степенью кандидата естественных наук, после чего был назначен старшим учителем естественной истории в одну из сибирских гимназий.
С 1866 года служил по ведомству государственного контроля, а в 1877 году занял должность управляющего каспийскими рыбными промыслами. Под его начальством находился большой штат рыбных смотрителей, несколько паровых и парусных судов. В этот период напечатал несколько работ по рыбам Волги и статью о птицах.
В 1879 году Яковлев состоял председателем Восточно-Сибирского отдела Императорского русского географического общества. В феврале 1888 года все ещё работал в обществе.
По выходе в отставку поселился в Евпатории, где и умер 2 августа 1908 года.